# Pałac arcybiskupów łacińskich we Lwowie
Pałac arcybiskupów łacińskich we Lwowie – siedziba arcybiskupów lwowskich położona przy ul. Winniczenko 32, (ukr. Винниченка, 32, przed 1945 – ul. Czarnieckiego 32), zbudowana w 1844 z fundacji ówczesnego arcybiskupa lwowskiego Franza de Paula Pištka, według projektu architekta Johanna Salzmanna. Położona malowniczo na wysokim wzgórzu, zwanym wtedy „Strzelczą Górą”, wznoszącym się nad Wałami Gubernatorskimi. Wzgórze zapisało się ponurą sławą w historii Lwowa, ponieważ podczas Wiosny ludów w 1848 z tego właśnie wzgórza, z dział generała Hammersteina, spadały na Lwów pociski powodujące zniszczenia i śmiertelne ofiary wśród ludności miasta.
W dużej sali przyjęć pałacu zawieszono portrety arcybiskupów lwowskich. Stylowe meble empirowe zamówiono w Obroszynie. Budynek przebudowano w 1866.
W okresie międzywojennym miały w nim swą siedzibę Towarzystwo Teologiczne i Muzeum Diecezjalne.
W czasach ZSRR w budynku mieścił się Urząd Miar.
W 2003 dawny pałac odzyskała kuria rzymskokatolickiej Archidiecezji Lwowskiej. Budowla po remoncie powróciła do swej pierwotnej funkcji.

## Architektura
Pałac arcybiskupów łacińskich to trzykondygnacyjna budowla na planie prostokąta, z fasadą zaakcentowaną ryzalitem centralnym. Nad profilowanym portalem głównym znajduje się balkon z żeliwną balustradą. Elewacje zdobi boniowanie, naczółki okien oraz wydatny gzyms wieńczący, wsparty na konsolkach.